# Erebus crepuscularis
Erebus crepuscularis is een vlinder uit de familie van de spinneruilen (Erebidae). De wetenschappelijke naam werd gepubliceerd in 1767 door Carl Linnaeus.